# Hory východně od řeky Mury
Hory východně od řeky Mury (německy Randgebirge östlich der Mur) je horská skupina číslo 47 ve východních Alpách podle Klasifikace východních Alp (německy Alpenvereinseinteilung der Ostalpen, zkráceně AVE).
Toto území zahrnuje východní úpatí rakouských Centrálních krystalických Alp a východní a jihovýchodní Alpenvorland (Alpské předhůří).

## Hranice a hraniční pohoří
Hranice Hor východně od řeky Mury je tvořena:
- podél okraje Vídeňského lesa na severovýchodě
- Gutensteinskými Alpami podél linie Steinfeld – Neunkirchen – Ternitz
- podél okraje skupiny Rax-Schneeberg v návaznosti na linii z Ternitzu přes Gloggnitz do Schottwien přes Semmering do Mürzzuschlagu v údolí řeky Mürz
- z Mürzzuschlagu do Bruck an der Mur hraničící se skupinou Hochschwab
- podél okraje Lavanttalských Alp oddělené od řeky Mury až po obec Spielfeld
- jeho východní hranice je nejasná, ale jde podél Velké dunajské kotliny, přes Neziderské jezero a přes Bruck an der Leitha ve Vídeňské pánvi.

## Rozdělení
Hory se obecně dělí do těchto oblastí:
- Fischbacherské Alpy (Stuhleck, 1783 m)
- Wechsel  (Hochwechsel, 1743 m)
- Grazer Bergland  (Grazská vrchovina) (Hochlantsch, 1720 m)

Kromě toho do hor patří následující východní a jihovýchodní úpatí Alp:
- Litavské hory (Sonnenberg, 484 m)
- Rosaliengebirge (Heuberg, 748 m)
- Ödenburger Gebirge , maď. Soproni-hegység (Brentenriegel, 606 m)
- Bucklige Welt (Hochwechsel, 1743 m)
- Joglland (Hochwechsel, 1743 m)
- Günserské hory (německy Günser Gebirge, maďarsky Kőszegi-hegység) (Geschriebenstein, 884 m)